# Turpinia tricornuta
Turpinia tricornuta är en pimpernötsväxtart som beskrevs av Cyrus Longworth Lundell. Turpinia tricornuta ingår i släktet Turpinia och familjen pimpernötsväxter. Inga underarter finns listade i Catalogue of Life.